# Boží muka (Bečov nad Teplou)
Boží muka stojí u silnice do Chodova za městem Bečov nad Teplou v okrese Karlovy Vary a jsou chráněnou kulturní památkou.

## Popis
Boží muka jsou drobnou kamennou stavbou ukončenou kapličkou. 
Na hranolovém soklu je postaven užší hranolový dřík. Obě části jsou zdobené zrcadly. Kaplička umístěna na vrcholu má vpadlé pole s reliéfem Ukřižování. Na patce Božích muk je nápis: „Gewidmet zur Ehre Gottes von Franziska Heintzin den 20 Oktober 1824“
V roce 2004 byla Boží muka poškozena a z obavy o její další poškození a zcizení byla kaplička sejmuta a deponována na purkrabství Státního hradu a zámku Bečov. Po opravě byla v roce 2005 vrácena zpět.